# Bartłomiej Proć
Bartłomiej Proć (* 12. Dezember 1999 in Zamość) ist ein polnischer Radrennfahrer.

## Sportlicher Werdegang
Bis zur Saison 2021 fuhr Proć für den polnischen Verein Pogoń Mostostal Puławy. Bis 2020 blieb er international ohne nennenswerte Ergebnisse, erst in der Saison 2021 schaffte er es mehrmals unter die Top 10 der Tageswertung.
Zur Saison 2022 wurde Proć Mitglied im neu gegründeten deutsch-polnischen UCI Continental Team Santic-Wibatech. Sein bestes Saisonergebnis 2022 war der zweite Platz beim polnischen Eintagesrennen Puchar Ministra Obrony Narodowej. Den ersten internationalen Sieg seiner Karriere erzielte er 2023 beim Grand Prix Slovenian Istria, den er im Massensprint für sich entschied. Sein Sieg war gleichzeitig der erste Erfolg für das Team Santic-Wibatech bei einem UCI-Rennen. 2024 konnte er mit dem Sieg bei der Dookoła Mazowsza einen weiteren Erfolg seinem Palmarès hinzufügen.

## Erfolge
2023
- Grand Prix Slovenian Istria

2024
- Gesamtwertung Dookoła Mazowsza
- Punktewertung Tour Battle of Warsaw